# Mycosphaerella pneumatophorae
Mycosphaerella pneumatophorae är en svampart som beskrevs av Kohlm. 1966. Mycosphaerella pneumatophorae ingår i släktet Mycosphaerella och familjen Mycosphaerellaceae.   Inga underarter finns listade i Catalogue of Life.